# Bob Ivy
Robert Ivy, detto Bob (25 luglio 1970), è un attore e stuntman statunitense.

## Biografia
Ha partecipato in più di cento film come stuntman. È conosciuto soprattutto per aver interpretato la mummia Bubba Ho-Tep nell'omonimo film horror del 2002.

## Filmografia parziale
- Prison Ship (1984)
- The Phantom Empire, regia di Fred Olen Ray (1988)
- Deep Space (1988)
- Warlords - i signori della guerra (Warlords, 1988)
- Death Chase (1988)
- Stroker (Project Eliminator, 1991)
- Round Trip to Heaven (1992)
- Powder - un incontro straordinario con un altro essere (Powder, 1995)
- Bad Pinocchio (Pinocchio's Revenge, 1996)
- Con l'acqua alla gola (Death Ties, 1997)
- Alien Escape (1997)
- Phantasm IV: Oblivion (1998)
- The Prophet (1999)
- Bubba Ho-Tep (2002)